# Protopelagonemertes beebei
Protopelagonemertes beebei är en djurart som tillhör fylumet slemmaskar, och som beskrevs av Ernest F. Coe 1936. Protopelagonemertes beebei ingår i släktet Protopelagonemertes och familjen Protopelagonemertidae. Inga underarter finns listade i Catalogue of Life.